# Toto
Toto je americká rocková a popová skupina založená v roce 1977 bratry Jeffem a Stevem Porcarem, jejich třetí bratr Mike se k nim přidal v roce 1982. Skladby „Hold the Line“, „Rosanna“, a „Africa“ se staly jejími největšími hity. Skupina vydala 17 studiových alb a ve světě prodala přes 50 milionů nahrávek, zároveň obdržela 6 cen Grammy a roku 2009 byla uvedena do Síně slávy.
Píseň „Africa“ z roku 1982 se dostala do čela hitparády Billboard Hot 100 a získala zlatou desku podle Recording Industry Association of America. Ve Spojeném království skladba vyšla také v limitované edici na vinylovém singlu, který měl podobu mapy Afriky. Videoklip k písni režíroval Steve Barron. V roce 2018 vyšla coververze od skupiny Weezer.
Název skupiny je podle jedné verze inspirován jménem psa z knihy Čaroděj ze země Oz, podle jiné latinským výrazem pro „všechno“.
Toto bývají řazeni do žánru zvaného Arena rock. Využívala inspiraci hard rockem, jazz fusion, soulem i funkem s výrazným zvukem kláves, stavěla na instrumentální zdatnosti svých členů, kteří také působili jako studioví hudebníci a jejichž služeb využívali Boz Scaggs, Steely Dan nebo Sonny & Cher. V roce 1992 zemřel Jeff Porcaro. Mike Porcaro odešel ze skupiny v roce 2007 ze zdravotních důvodů (amyotrofická laterální skleróza) a zemřel v roce 2015. Od 21. století se kapela stále více spoléhá na najaté koncertní hudebníky, aby mohla nadále vystupovat. K roku 2023 vydali čtrnáct studiových alb, osm živých alb, jeden filmový soundtrack, Dune z roku 1984, a několik kompilačních alb. Jejich posledním vydáním bylo Old Is New z roku 2018, než se kapela rozhodla nenahrávat další studiová alba. V roce 2024 Toto zahájili své turné ‚Dogz of Oz‘, jehož prvním koncertem bylo vystoupení v Red Bank, New Jersey.“

## Členové

#### Současní
- Steve Lukather – sólová kytara, hlavní a doprovodný zpěv (1977–2008, 2010–2019, 2020–dosud)
- David Paich – klávesy, hlavní a doprovodný zpěv (1977–2008, 2010–2019, 2020–dosud) (od roku 2020 jen příložitostně)
- Joseph Williams – hlavní a doprovodný zpěv a klávesy (1986–1988, 2010–2019, 2020–dosud)

#### Hosté na turné
- Warren Ham – saxofon, harmonika, flétna, doprovodný zpěv, perkuse (1986–1988, 2017–2019, 2020–dosud)
- Dominique "Xavier" Taplin – klávesy, doprovodný zpěv (2018–2019, 2020–dosud)
- John Pierce – baskytara (2020–dosud)
- Steve Maggiora – klávesy, doprovodný zpěv (2020–dosud)
- Robert "Sput" Searight – bicí (2020–dosud)

#### Dřívější
- Bobby Kimball – hlavní a doprovodný zpěv (1977–1984, 1989, 1998–2008)
- Steve Porcaro – klávesy, doprovodný zpěv (1977–1984, 1998, 2010–2019)
- Jeff Porcaro – bicí (1977–1992) (zemřel)
- David Hungate – baskytara (1977–1982, 2014–2015)
- Mike Porcaro – baskytara (1982–2007)
- Fergie Frederiksen – hlavní a doprovodný zpěv (1984–1985)
- Jean-Michel Byron – hlavní a doprovodný zpěv (1989–1990)
- Simon Phillips – bicí (1992–2008, 2010–2014)
- Greg Phillinganes – klávesy, hlavní a doprovodný zpěv (2005–2008, host: 2003–2005, 2022)
- Keith Carlock – bicí (2014)

## Diskografie

### Studiová alba
- Toto (1978)
- Hydra (1979)
- Turn Back (1981)
- Toto IV (1982)
- Isolation (1984)
- Fahrenheit (1986)
- The Seventh One (1988)
- Kingdom of Desire (1992)
- Tambu (1995)
- Mindfields (1999)
- Through the Looking Glass (2002)
- Falling in Between (2006)
- Toto XIV (2015)
- Old Is New (2019)

### Živá alba
- Absolutely Live (1993)
- Livefields (1999)
- Live in Amsterdam (2003)
- Falling in Between Live (2007)
- 35th Anniversary: Live in Poland (2014)
- 40 Tours Around the Sun (2019)

### Soundtracky
- Dune (1984)